# Olokma
Olokma, też: Olekma (ros. Олёкма) – rzeka w Rosji, w obwodzie czytyjskim, amurskim i Jakucji; prawy dopływ Leny. Długość 1436 km; powierzchnia dorzecza 210 tys. km²; średni roczny przepływ przy ujściu 1950 m³/s.
Źródła w górach Olokmiński Stanowik; w górnym biegu płynie szeroką doliną w kierunku północno-wschodnim; następnie w kierunku północnym między Górami Stanowymi a Pasmem Stanowym; w dolnym biegu między Płaskowyżem Olokmo-Czarskim a Górami Ałdańskimi; uchodzi do Leny 10 km poniżej Olokminska; żeglowna w dolnym biegu.
Zamarza od października do maja (w dolnym biegu do lipca); latem powoduje powodzie; zasilanie deszczowo-śniegowe.
Główne dopływy: Niukża (prawy), Czara (lewy).
Na prawym brzegu rzeki, w jej dolnym biegu, znajduje się Rezerwat Olokiemski.